# 대산초등학교 오지분교
대산초등학교 오지분교는 대한민국 충청남도 서산시 대산읍 오지검은고지길 1-10 (오지리)에 있었던 공립 초등학교이다.

## 학교 연혁
- 1950년 4월 1일 대산국민학교 오지분교장으로 설립 인가
- 1956년 6월 9일 명지국민학교 오지분교장으로 이관
- 1963년 1월 1일 오지국민학교로 승격인가
- 1996년 3월 1일 오지초등학교로 개칭
- 1999년 3월 1일 대산초등학교 오지분교장으로 개편
- 2004년 3월 1일 대산초등학교로 통폐합